# Eurypoda parandraeformis
Eurypoda parandraeformis är en skalbaggsart som först beskrevs av Lacordaire 1869.  Eurypoda parandraeformis ingår i släktet Eurypoda och familjen långhorningar.
Artens utbredningsområde är Burma. Inga underarter finns listade i Catalogue of Life.